# Тереса Гродзінська
Тереса Ядвіга Гродзінська (пол. Teresa Jadwiga Grodzińska; 20 грудня 1899, Яшовиці, Російська імперія — 1 вересня 1920, Чортовичі, Польща) — польська санітарка поля бою, героїня польсько-радянської війни.

## Біографія
Походила з шляхетської родини герба Кушаба. Дочка відомої радомської меценатки Броніслави Аркушевської (герба Ястшембець). У 1918 році закінчила гімназію імені Марії Гайл у Радомі. У період навчання у гімназії брала участь у харцерському русі. 1915 року вступила в підпільну Національну молодіжну організацію. Після закінчення гімназії розпочала навчання у варшавській сільськогосподарській школі.
Після початку польсько-радянської війни закінчила курси бойових санітарок і добровольцем пішла на роботу до Уяздовського військового шпиталю, щоб напрацювати медичну практику для участі у війні як санітарка поля бою. 21 липня 1920 року була приписана як санітарка до санітарної роти 1 Добровольчої кавалерійської бригади, яка діяла на околицях Грубешева. Потім була переведена в бойовий склад і приписана до 5 роти 2 батальйону 4 піхотного полку Легіонів.
З 19 серпня 1920 року брала участь у бойових діях у районі Грубешева. Під час відступу 2 батальйони з села Грудек, залишилася в ар'єргарді з тяжко пораненими солдатами. Зокрема зуміла організувати їх переправу через міст у вогні на річці Гучва, який прострілювали три ворожі кулемети. 1 вересня 1920 року відмовилася виходити з оточення разом з 4 полком, який був оточений 1 кінною армією Семена Будьонного. Залишилася з пораненими солдатами в селі Степанковичі і була при цьому взята в полон червоноармійцями.
Червоноармійці перевезли її до села Чортовичі, де замкнули в сараї, збираючись пізніше зґвалтувати. Коли червоноармійці повернулися, Тереса відбивалася від них знайденою в сараї сокирою, вбивши при цьому двох ґвалтівників. Була жорстоко закатована та вбита.
Після звільнення околиць Грубешева місцеве населення вказало на місце поховання героїні. Тіло ексгумували за наказом командира 35-го піхотного полку та засвідчено. Вона була настільки понівечена і порубана шашками, що впізнати Тересу вдалося лише за вишитою на її санітарному фартуху монограмою.
Тереса була перевезена в Холм, а потім 18 вересня 1920 року в Радомі пройшли офіційні похорони героїні з військовими почестями. Похорон відвідало практично все населення міста і вони стали маніфестацією патріотизму в Радомі. Похована на місцевому римо-католицькому цвинтарі.

## Нагороди
- Золотий хрест ордену Virtuti Militari — № 440 (посмертно). За заслуги в період служби, зокрема догляд за пораненими та їхній порятунок під час відступу 22 серпня 1920 року[2]. Декрет від 28 лютого 1921 року на основі запиту внесеного 11 вересня 1920 року полковниками Мечиславом Сморавінським і Михалом Жимерським.
- Хрест Хоробрих[6].
- Почесний знак Польського Червоного Хреста I ступеня[pl][7].

## Пам'ять
Її коротке життя та героїчна смерть були описані Марією Залескою у книзі «W okopach. Pamiętnik kobiety-lekarza batalionu» (1934) і Мельхіором Ваньковичем («Szpital w Cichniczach»).
Одна з трьох героїнь польського художнього фільму 1999 року Ворота Європи".
У 1926 році на Уяздовському шпиталі встановили меморіальну дошку й ім'ям Тереси назвали одну із зал шпиталю.
20 травня 1934 року меморіальна дошка, присвячена Тересі та ще трьом випускницям школи, була встановлена на будівлі жіночої гімназії імені Марії Гайл (зараз III загальноосвітній ліцей імені полковника Діонісія Чаховського). Дошка зникла в період німецької окупації, але була знову встановлена з військовими почестями під час святкування 100-річчя школи 17 жовтня 2007 року.
Доля Тереси показана у виставі «Камені говорять» режисера Адама Ференци.
Її ім'я нанесено на одну із табличок на цегляній стіні на Вавелі. Табличка була встановлена у 1920-х роках, знята після Другої світової війни та знову встановлена у 1997 році.
7 липня 2008 її ім'ям названо вулицю в місті Радом.
У Яшовицах 13 грудня 2009 року встановили пам'ятний хрест, а 4 вересня 2010 року, у 90-річчя її героїчної загибелі, пройшли заходи її пам'яті.
До ювілею Варшавської битви 22 лютого 2021 року стала почесною громадянкою Радома.
У 2022 році її ім'ям названо школу в селі Беліха.